# 梁建民
梁建民（1933年—2008年11月6日），綽號「第一」，前香港著名馬評人。

## 生平
梁建民曾替多份香港報章，包括《中午報》、《新報》、《星報》
、《天天日報》等擔任馬經版主編和作家，出版過《第一馬經》和《賽馬勝經》。
1970年起，他與已故資深馬評人董驃在亞洲電視主持賽馬節目，其肉緊而又獨特的評述風格，深入民心。2006年2月，董驃逝世，他是喪禮中八位扶靈人士之一。
梁氏亦曾替香港賽馬會擔任沿途走位評述員，又曾擔任香港評馬同業協進會執委，為該會的創會會員。
1991年加入澳門賽馬會，出任主席特別助理，其後於1997年獲委任為執行董事，並按照公司守則停止擔任評馬人，於2000年獲董事局委任成為澳門賽馬會行政總裁，並於澳門定居。
2006年9月，他突然中風暈倒，經當地醫院治療後由直升機送回港就醫，發現患上腦癌。2007年，因健康理由辭去行政總裁職務，轉任董事局特別顧問。
2008年11月6日，在沙田仁安醫院病逝，享年75歲。

## 外部連結
- 亞洲周刊專訪：澳門賽馬會行政總裁梁建民 澳門賽馬業要奔向全球 （页面存档备份，存于）
- 梁建民主持亞視賽馬晨操節目片段
- 梁建民主持馬季先聲第一輯（亞視節目）片段 （页面存档备份，存于）
- 香港賽馬會《經典20》1983年同德、快樂八十賽事片段（梁建民評述）